# Horae
Horae (tiếng Hy Lạp Ὧραι  / Horai, có nghĩa: "mùa")  là một nhóm các nữ thần làm nhiệm vụ cai quản và phân chia thời gian, ban đầu có 3 nữ thần sau đó tăng lên 4 người, gọi là các nữ thần bốn mùa và cứ thế con số tăng dần lên 9, 10 hoặc có lúc 12 nữ thần, các nữ thần chịu trách nhiệm điều tiết quá trình phát triển của thiên nhiên qua các mùa trong năm, trở thành nhóm nữ thần của trật tự và công lý, cai quản, duy trì sự ổn định xã hội. Cuối cùng họ nhập thể và phân chia nhau kiểm soát các thời khắc trong ngày, từ rạng đông cho đến đêm tối.

## Thần thoại Horae
Truyền thuyết kể lại rằng các Horae xuất hiện đầu tiên ở vùng Iliad, là con gái của Zeus và Themis, có quan hệ chị em với các nữ thần số mệnh Moirai, được Zeus giao nhiệm vụ canh giữ các cánh cổng của Olympus, thúc đẩy sự tăng trưởng của trái đất, tập hợp các ngôi sao và chòm sao. Sử thi Homer gọi các nữ thần Horae là cánh cửa của thiên đàng, họ được giao trọng trách mở và đóng những cánh cổng vĩnh cửu của Olympus. Các vị thần và con người bất kể nam, nữ muốn lên hoăc xuống đỉnh Olympus, đều phải qua nơi ở của Horae để các nàng mở cửa mây, nghĩa là các nàng cất lên những đám mây dày đặc bao quanh, che kín cung điện Olympus. Các mùa trong năm cũng được mô tả một cách tượng trưng như điệu nhảy của Horae, được cho phù hợp với các thuộc tính của hoa mùa xuân, hương thơm và sự tươi mát duyên dáng.
Khi Zeus tạo ra Pandora - Người phụ nữ đầu tiên của loại người, các Horae cùng với Charites và Peitho đội vương miện cho Pandora tặng tất cả hoa và các món quà cho nàng. Tương tự khi nữ thần Aphrodite, nổi lên từ bọt biển và trôi dạt đến bờ biển Síp, các Horae mặc cho cô tấm áo choàng nhuộm bằng hoa mùa xuân vàng rượi, mịn như da trời, mỏng như mây trắng với những bông hoa violet màu tím. Sau này các Horae cũng là quản gia của nữ thần Aphrodite có nhiệm vụ hạ xuống âm phủ để đón Adonis từ Persephone trở về với Aphrodite.  Ngoài ra hình ảnh các nữ thần Horae cũng gắn liền với các vị thần và những anh hùng như: Hera, Dionysus, Hermes và Aristaeus.

## Số lượng Horae
Số lượng Horae thay đổi theo các nguồn khác nhau nhưng thường là ba nữ thần như: bộ ba nữ thần ba mùa (ba giờ) Thallo; Carpo; Auxo – là những vị nữ thần của trật tự tự nhiên cai quản thời gian chín nở của cây trái và mùa màng hay Eunomia, Dike, Eirene các nữ thần kiểm soát và duy trì sự ổn định xã hội nói chung.

### Các Horae ở các vùng
Tại Argos, Hy Lạp những nữ thần trong Horae, chỉ có hai chứ không phải ba đó là: Auxesia (Auxo) – Nữ thần mùa hè và Damia (Carpo) – Nữ thần mùa đông. Truyền thuyết kể lại rằng họ là những cô gái người Cretan được thờ phụng như những nữ thần sau khi bị ném đá cho đến chết.
Tại Athens, Hy Lạp Auxo là một trong hai Charites được tôn thờ (cùng với Hegemone), Auxo là Charites của mùa xuân và Hegemone là Charites của mùa thu.

### Bộ ba Horae cổ điển
Horae là tên chung của các nữ thần của các mùa khác nhau trong năm hay luật lệ tự nhiên của thời gian. Họ ban đầu họ là cai quản thiên nhiên, hiện diện ở những khía cạnh khác nhau của mùa. Theo thời gian, họ trở thành các nữ thần. Các Horae mang đến các sự vật có tính chu kì của tự nhiên, cuộc sống.

#### Bộ ba Horae đầu tiên cai quản các mùa
Bộ ba đầu tiên cũng là quen thuộc nhất với gắn liền với hình ảnh của Aphrodite và Zeus, các Horae này đại diện cho ba mùa nông nghiệp trong năm và thường được thờ cúng ở các vùng nông thôn Hy Lạp. 
- Thallo hay Thalatte (Θαλλώ, nghĩa là "Người mang hoa", tiếng La Mã: Flora) – Nữ thần mùa xuân cai quản sự đâm chồi nảy lộc của cây cỏ, hoa màu ngoài ra còn là thần bảo vệ thanh thiếu niên.Thallo là đứa con đầu lòng của Themis. Theo thần thoại kể lại, vào thời điểm Thallo vừa sinh ra, cây cối bỗng trở nên tốt tươi, đâm chồi nảy lộc, muôn loài trở nên tươi mới, không khí trong lành chào đón nữ thần ra đời. Zeus đã đưa con mình tới sống tại một hòn đảo và được các tiên nữ ở đó nuôi dưỡng.
- Auxo hay Auxesia (Αὐξώ có nghĩa là "Tăng trưởng") – Nữ thần mùa hè bảo bảo hộ của thực vật và cây cối, sự tăng trưởng, phát triển cũng và khả năng sinh sản.
- Carpo hay Carpho hay Xarpo (Καρπώ nghĩa là "Người mang thức ăn"; trong cuốn The Greek Myths (1955) của Robert Graves nghĩa là "rách nát")  – Nữ thần mùa thu phụ trách kiểm soát thời gian chín nở và thu hoạch, để lại những đám mấy xung quanh đỉnh Olympus để canh gác ngọn núi. Nàng phục vụ cho Persephone, Aphrodite và Hera cũng như có mối quan hệ mật thiết Dionysus, Apollo và Pan.[2]

#### Bộ ba Horae thứ hai cai quản xã hội

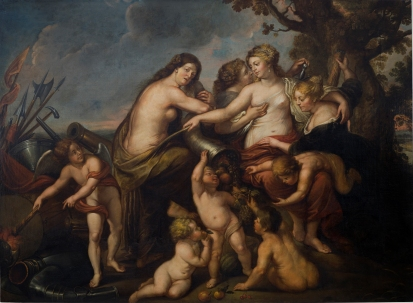
Hòa bình và hạnh phúc - Nữ thần Dike, Eunomia, Eirene (ở giữa)

Bộ ba thứ hai là các Horae con của Zeus và Themis. Các nàng này đảm nhiệm vai trò duy trì trật tự xã hội và luật pháp nên thường được thờ cúng trong các thành phố. 
- Dike (Δίκη, có nghĩa là"Sự công bằng", tiếng La Mã: Iustitia) – Nữ thần công lý cai trị công lý đạo đức của con người, như mẹ Themis cai trị công lý thần thánh.
- Eunomia (Εὐνομία, có nghĩa là "Trật tự") – Nữ thần pháp luật cai trị và kiểm soát mọi thứ ổn định, vào đúng trật tự (có thông tin Eunomia có thể là con gái của Hermes và Aphrodite).
- Eirene hay Irene (Εἰρήνη. "Hòa bình", tiếng La Mã: Pax), – Nữ thần hòa bình là hiện thân của hòa bình và giàu có, được miêu tả trong nghệ thuật là một phụ nữ trẻ xinh đẹp hình ảnh Eirene được miêu tả như đang bế Plutus - đứa con của Demeter trên tay và tay còn lại cầm vương trượng.

#### Bộ ba Horae cuối cùng cai quản vật chất
Bộ ba cuối cùng cũng là bộ kém phổ biến nhất là các Horae đại diện cho vật chất 
- Pherusa – Nữ thần của cải cai quản tài sản, đất đai, trang trại.
- Euporie hoặc Euporia – Nữ thần sung túc cai quản sự dư giả, đầy đủ.
- Orthosie hoặc Orthosia  – Nữ thần phồn thịnh cai quản sự phát đạt, thịnh vượng.

### Bộ tứ Horae cai quản bốn mùa
Bộ tứ bốn mùa là các Horae con của hai vị thần Helios và Selene và cũng là bốn người hầu của Hera kể từ khi Hy Lạp có bốn mùa trong năm 
- Eiar – Nữ thần mùa xuân
- Theros – Nữ thần mùa hè
- Phthinoporon – Nữ thần mùa thu
- Cheimon – Nữ thần mùa đông

### Các Horae cai quản các thời khắc trong ngày

#### Chín Horae cai quản các thời khắc trong ngày

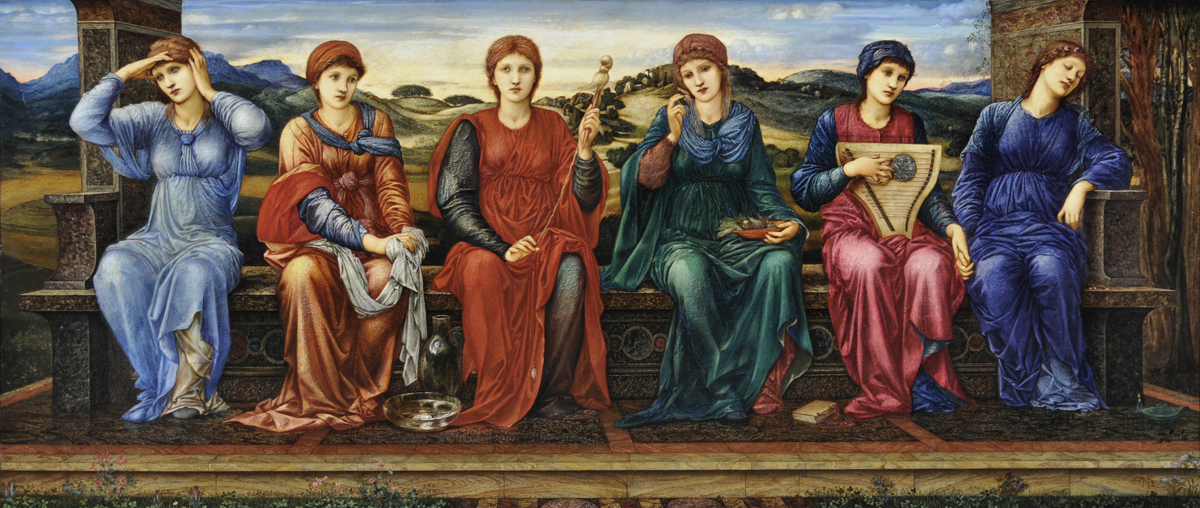
The Hours by Edward Burne-Jones (1882)

Trong danh sách này có 9 Horae, được lấy từ ba bộ ba cổ điển xen kẽ nhau:
- Thallo (Flora) – Nữ thần mùa xuân (từ bộ ba thứ nhất)
- Auco/ Auxo – Nữ thần mùa hè (từ bộ ba     thứ nhất)
- Carpo – Nữ thần mùa thu (từ bộ ba thứ     nhất)
- Dike – Nữ thần công lý (từ bộ ba thứ     hai)
- Eunomia – Nữ thần pháp luật (từ bộ ba     thứ hai)
- Eirene /Irene – Nữ thần hòa bình (từ bộ     ba thứ hai)
- Pherusa – Nữ thần của cải (từ bộ ba thứ     ba)
- Euporie/ Euporia – Nữ thần sung túc (từ     bộ ba thứ ba)
- Orthosie/Orthosia – Nữ thần phồn thịnh     (từ bộ ba thứ ba)

#### Mười/mười hai Horae cai quản các thời khắc trong ngày

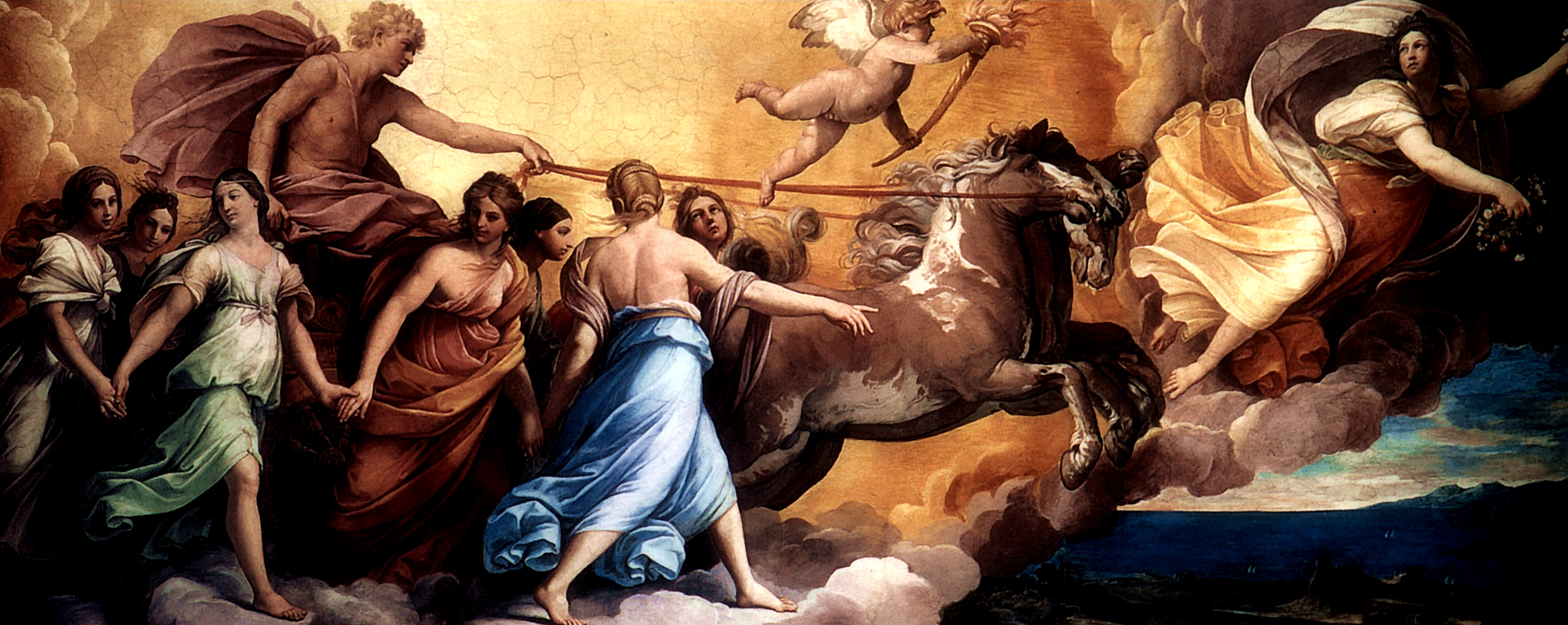
Nữ thần Aurora và các nữ thần Horae fresco.

Cuối cùng, khi những người Hy Lạp chia ngày thành mười hai phần bằng nhau, nhân đôi số giờ đã chia để phục vụ Zeus sau đó đặt tên cho mười hai chị em Horae cai quản 12 thời khắc. Hình ảnh đại diện cho các Horae là đôi cánh bướm và nữ thần Themis thường đi cùng các con của mình, hỗ trợ chúng quay kim đồng hồ qua từng số để thời gian trôi qua một cách nhanh chóng.
- Auge – Cai quản thời gian hừng đông,     ánh sáng đầu tiên
- Anatolê/Anatolia – Cai quản thời gian     chạng vạng sáng.
- Mousikê hoặc Musica – Cai quản thời gian     sáng sớm (giờ của âm nhạc và học tập)
- Gymnastikê/ Gymnastica/ Gymnasia – Cai quản     thời gian buổi sáng (giờ tập luyện, thể dục dụng cụ / tập thể dục)
- Nymphê/ Nympha – Cai quản thời gian ban mai (giờ tắm, giặt),
- Mesembria – Cai quản thời gian buổi trưa
- Sponde – Cai quản thời gian sau khi ăn trưa
- Elete – Cai quản thời gian cầu nguyện, giờ làm việc đầu tiên của buổi chiều
- Aktê/Acte/ Cypris – Cai quản thời gian ăn uống và vui chơi, giờ làm việc thứ hai của buổi chiều,
- Hesperis – Cai quản thời gian chạng vạng tối, kết thúc giờ làm việc buổi chiều.
- Dysis – Cai quản thời gian hoàng hôn.
- Arktos/Arctus – Cai quản bầu trời đêm và các chòm sao